# El Celler de Can Roca
El Celler de Can Roca ist ein preisgekröntes katalanisches Restaurant im spanischen Girona. Der Guide Michelin hat ihm drei Sterne verliehen.

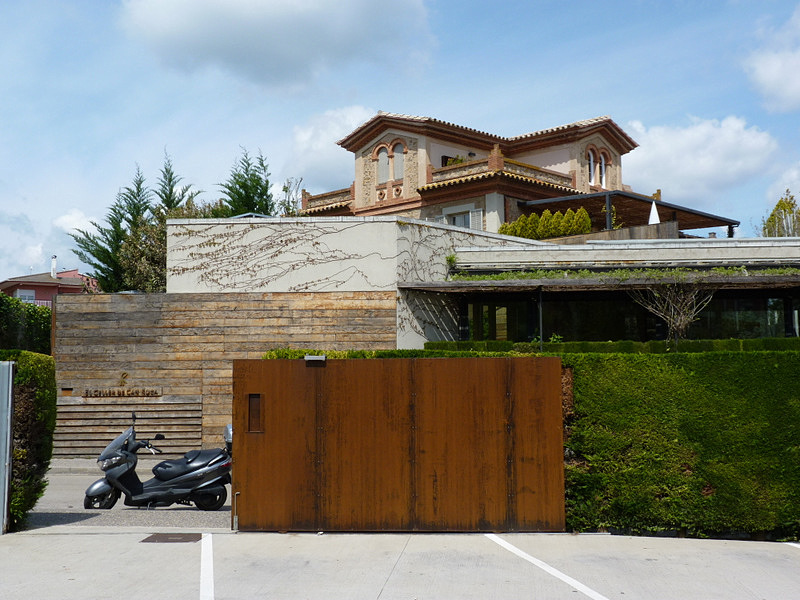
Das Restaurant

Das Restaurant wird seit 1986 von den Brüdern Joan, Chef de Cuisine, Jordi, für die Desserts zuständig, und Josep Roca, Sommelier, betrieben. 30 Köche kochen für 45 Gäste. 2013 wurde es auf The World’s 50 Best Restaurants als bestes Restaurant der Welt geführt. Die Preisverleiher begründeten die Wahl mit folgenden Worten: „Die Roca-Brüder haben internationales Ansehen durch ihre Kombination aus katalanischen Gerichten, innovative Techniken und ihre leidenschaftliche Gastfreundschaft gewonnen.“
2015 wurde es erneut auf Platz 1 gewählt.

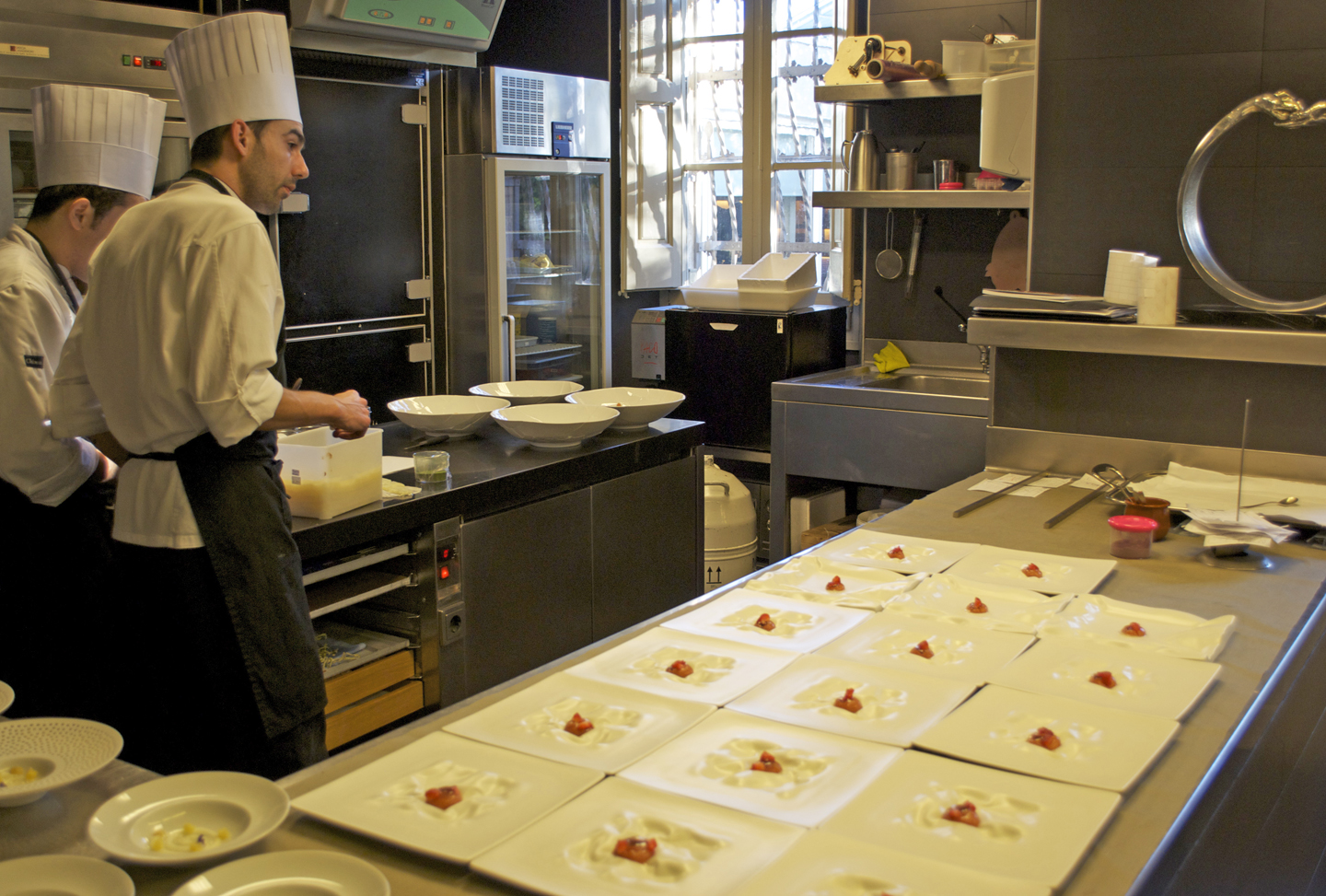
Küche
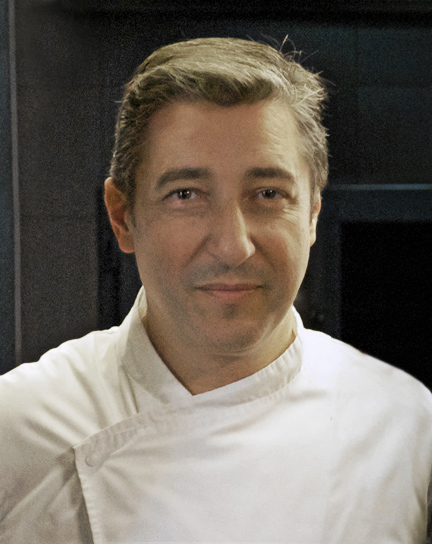
Joan Roca
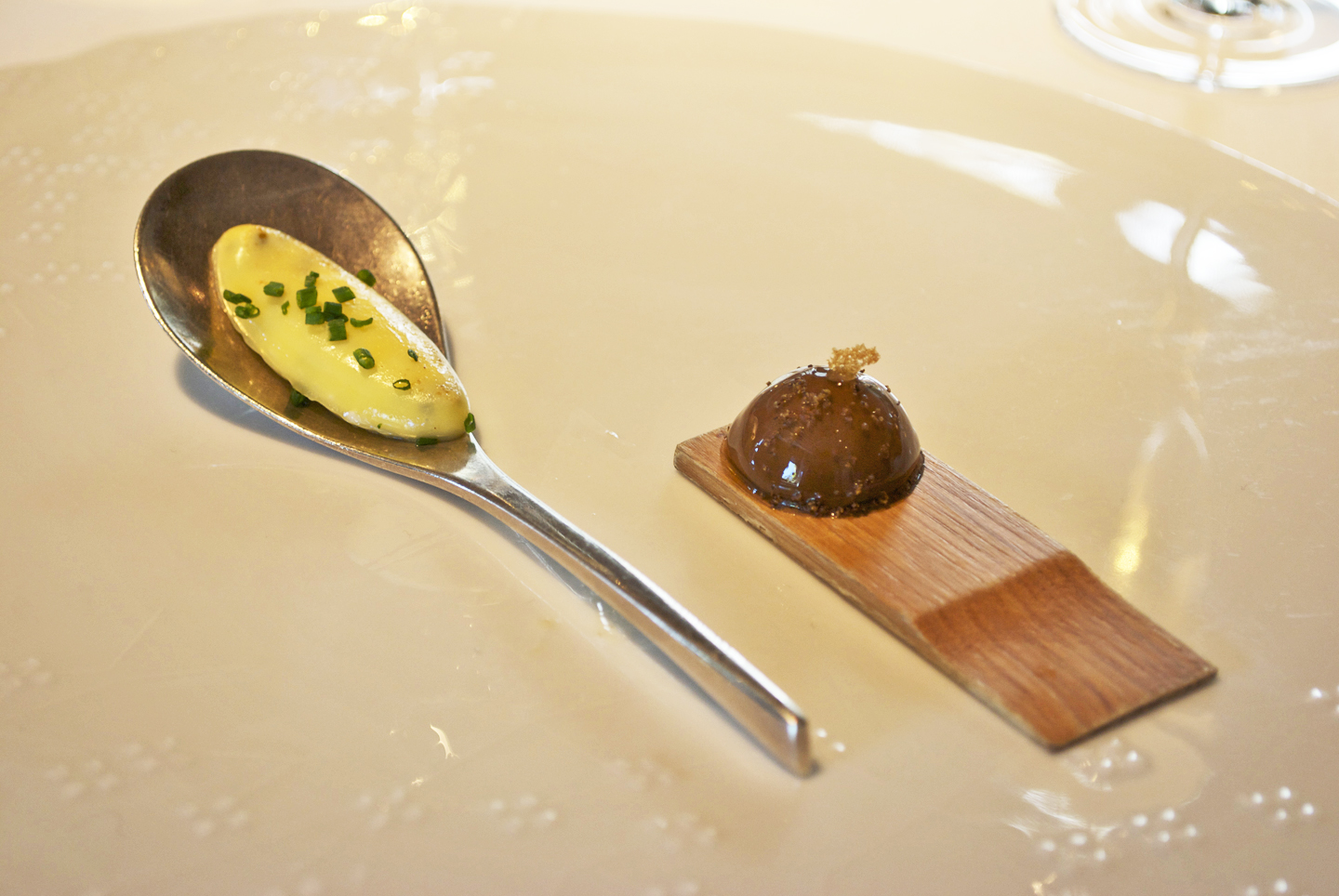
Kaviar-Omelett und Tauben-Paté